# Westendorf (powiat Ostallgäu)
Westendorf – miejscowość i gmina w południowych Niemczech, w kraju związkowym Bawaria, w rejencji Szwabia, w regionie Allgäu, w powiecie Ostallgäu, siedziba wspólnoty administracyjnej Westendorf. Leży w Allgäu, około 18 km na północny wschód od Marktoberdorfu, nad rzeką Gennach.

## Dzielnice
- Dösingen
- Westendorf

## Demografia
| Rok  | Liczba mieszk. |
| ---- | -------------- |
| 1970 | 1 038          |
| 1987 | 1 389          |
| 2000 | 1 774          |

## Polityka
Wójtem gminy jest Erich Negele, w radzie gminy zasiada 12 osób.
|      | VWG | ÜWG Dösingen | Razem |
| 2008 | 6   | 6            | 12    |
| 2002 | 7   | 5            | 12    |

## Oświata
W gminie znajduje się przedszkole oraz szkoła podstawowa.